# Enicospilus teleus
Enicospilus teleus là một loài tò vò trong họ Ichneumonidae.